# Synargis phliasus
Espèce
Synargis phliasus est une espèce d'insectes lépidoptères de la famille des Riodinidae et du genre Synargis.

## Taxonomie
Synargis phliasus a été décrit par Clerck en 1764 sous le nom de Papilio phliasus.

### Liste des sous-espèces
- Synargis phliasus phliasus ; présent en Guyane et au Brésil
- Synargis phliasus maravalica (Seitz, 1913) ; présent à Trinité-et-Tobago.
- Synargis phliasus velabrum (Godman & Salvin, 1878) ; présent au Nicaragua, à Panama et en Colombie.

### Nom vernaculaire
Synargis phliasus velabrum se nomme Sister Metalmark en anglais

## Description
Synargis phliasus est un papillon à apex des antérieures et angle anal des postérieures angulaires ce qui lui donne une forme triangulaire. Le dessus est ocre roux avec aux ailes antérieures une tache orange proche de l'apex qui se continue par une fine ligne orange parallèle à la marge, présente aussi aux ailes postérieures comme le large bande blanche qui la double.
Le revers présente la même ornementation

## Écologie et distribution
Synargis tytia est présent au Nicaragua, à Panama, en Colombie, en Guyane, en Guyana, à Trinité-et-Tobago et au  Brésil.

### Protection
Pas de statut de protection particulier.